# Orchideen: Pflanzen der Extreme, Gegensatze und Superlative
Orchideen: Pflanzen der Extreme, Gegensatze und Superlative (abreviado Orchideen (Senghas)) es un libro con ilustraciones y descripciones botánicas que fue escrito por el botánico y orquidófilo alemán, de fama mundial; Karlheinz Senghas y publicado en Berlín en el año 1993.